# سیارک ۶۸۱۱
سیارک ۶۸۱۱ (به انگلیسی: 6811 Kashcheev، نامگذاری:1976QP) شش هزار و هشتصد و یازدهمین سیارک کشف شده‌است که در ۲۶ اوت ۱۹۷۶ کشف شد.
قدر مطلق سیارک برابر ۱۴٫۸۰ است.